# Le Cauchemar (film, 1914)
Pour l’article homonyme, voir Le Cauchemar (film, 1896).
Pour plus de détails, voir Fiche technique et Distribution.
Le Cauchemar (Noční děs) est un film tchèque muet réalisé par Jan A. Palouš et sorti en 1914.
Cette comédie burlesque produite à l'époque de l'Autriche-Hongrie est considérée comme l'un des tout premiers films tchèques.

## Synopsis
Fiala surprend sa femme en compagnie de Zoubek, son amant. Les deux hommes se battent, Fiala tombe et les amants, sûrs de sa mort, jettent son corps dans la rue. Voyant le corps, deux ivrognes pensent qu'ils l'ont assassiné. Un avare, qui désirait changer son argent, assène des coups sur la tête de Fiala puis jette le cadavre dans la Vltava. L'homme cupide, arrêté par la police, avoue son crime. Quand les ivrognes lisent la relation du fait-divers dans les journaux, ils admettent eux aussi avoir tué cet innocent. La femme infidèle et son amant racontent à leur tour au commissaire comment tout s'est déroulé. C'est à ce moment que Fiala sort de son profond coma et grimpe sur la rive. Il apprend par le journal que sa femme est en prison, se rend au poste de police et apaise sa femme.

## Fiche technique
- Titre : Le Cauchemar
- Titre original : Noční děs
- Réalisateur : Jan Arnold Palouš
- Scénariste : František Langer
- Prises de vue : Max Durban
- Compagnie de production : Asum
- Pays de production :  Autriche-Hongrie
- Année de production : 1914
- Genre : comédie / horreur
- Durée : court métrage de 19 minutes (530 mètres)
- Lieu de tournage : Prague
- Dates de sortie : 25 décembre 1914 (Autriche-Hongrie)

## Distribution
- Alois Charvát : Fiala
- Ruzena Slemrová : Madame Fialová
- Richard Menšík : Zoubek
- Bohus Zakopal : l'avare
- Václav Vydra : le premier ivrogne
- Karel Faltys : le deuxième ivrogne
- Frantisek Havel : le commissaire de police
- Jan Zelenka : le premier policier
- Václav Zatíranda : le deuxième policier
- Vladimír Marek : l'huissier
- Eduard Prazský : l'homme sur le bateau

## Commentaires
- Le Cauchemar est le premier film tchèque dont le tournage a été mentionné dans la presse locale, et cela par l'entremise d'un fait divers. La police locale a dressé un procès-verbal à Alois Charvát, un comédien qui devait courir sur un pont tout en criant qu'il n'était pas mort. Cela a valu à Charvát une amende de cinquante couronnes.